# Матч всех звёзд женской НБА 2017 года
Матч всех звёзд женской НБА 2017 года (англ. 2017 WNBA All-Star Game) — ежегодная показательная баскетбольная игра, прошедшая в субботу, 22 июля 2017 года, в Сиэтле (штат Вашингтон) на домашней арене команды «Сиэтл Шторм» «Ки-арена». Эта встреча стала четырнадцатым матчем всех звёзд (ASG) в истории женской национальной баскетбольной ассоциации (ВНБА) и первым, проведённым в Сиэтле. Встреча транслировалась кабельным спортивным каналом ESPN на телевизионном канале ABC (в формате HD TV) в 3:30 по Североамериканскому восточному времени (ET), а судьями на матче работали Билли Смит, Тиара Крус и Тиффани Бёрд.
Сборная Запада под руководством Шерил Рив в упорной борьбе переиграла команду Востока Курта Миллера со счётом 130:121, тем самым увеличив счёт в их противостоянии (10:4). Первые шесть матчей всех звёзд женской НБА неизменно выигрывала сборная Запада, две следующие остались за Востоком, затем уже победы стали чередоваться, следующую выиграла сборная Запада, через одну опять же команда Востока, в последних двух играх победил Запад. Самым ценным игроком этого матча была признана Майя Мур, представляющая на нём клуб «Миннесота Линкс», которая завоевала это звание во втором матче подряд, тем самым повторив достижения Лизы Лесли (2001 и 2002) и Свин Кэш (2009 и 2011). К тому же эта встреча стала самой результативной из уже проведённых, побив суммарный итог матча всех звёзд женской НБА 2014 года (125:124).

## Матч всех звёзд

### Составы команд
Игроки стартовых пятёрок матча всех звёзд женской НБА выбираются по итогам электронного голосования, проводимого среди болельщиков на официальном сайте лиги — WNBA.com. Выбор баскетболисток резервного состава сборных Востока и Запада проводится путём голосования среди главных тренеров клубов, входящих в конференцию, причём они не могут голосовать за своих собственных подопечных. До 2013 года наставники могли выбрать двух защитников, двух форвардов, одного центрового и ещё двух игроков вне зависимости от их амплуа. В 2014 году позиции форварда и центрового были объединены в единую категорию нападения, после чего наставники команд стали голосовать за двух защитников, трёх игроков нападения и одного игрока независимо от позиции. Если та или иная баскетболистка не может участвовать в ASG из-за травмы или по болезни, то их заменяют специально отобранные для этого резервисты.
По правилам женской НБА на тренерский мостик сборных Востока и Запада назначаются тренеры клубов, участвовавших в финале прошедшего сезона, исключением являлись матчи всех звёзд 1999 и 2009 годов. Впрочем уже с сезона 2016 года вновь был изменён формат турнира плей-офф, согласно которому по два лучших клуба регулярки, к тому же оба из Западной конференции, напрямую прошли в полуфинал, а оставшиеся шесть разыгрывали между собой ещё две путёвки. В полуфиналах лидеры регулярного чемпионата легко переиграли своих соперников, и в финале встретились команды из одной конференции, поэтому на пост наставников сборных Востока и Запада решено было назначить наставников лучших клубов обеих конференций. Таким образом командой Запада руководила Шерил Рив, а у руля сборной Востока должен был встать Билл Лэймбир, впрочем он не смог исполнять свои обязанности по семейным обстоятельствам. Ко времени объявления имён главных тренеров на матч всех звёзд ЖНБА по проценту побед в регулярном сезоне Восточной конференции лидировала команда «Коннектикут Сан», поэтому место у руля команды Востока занял Курт Миллер, главный тренер «Коннектикута».
11 июля женская НБА опубликовала итоги голосования среди болельщиков на сайте ассоциации, по результатам которого наибольшее число голосов среди игроков Востока набрала Елена Делле Донн (31 414), а среди игроков Запада — Майя Мур (32 866). В итоге в стартовую пятёрку сборной Востока кроме Делле Донн попали Тина Чарльз, Джонквел Джонс, Тиффани Хейз и Жасмин Томас, а в стартовую пятёрку команды Запада кроме Мур вошли Кэндис Паркер (29 133), Сильвия Фаулз (24 904), Сью Бёрд (24 841) и Дайана Таурази.
18 июля были опубликованы итоги голосования среди главных тренеров команд ВНБА, по результатам которого резервистами Востока стали Кэндис Дюпри, Алисса Томас, Стефани Долсон, Элизабет Уильямс, Лейшия Кларендон и Элли Куигли. Запасными Запада стали Ннека Огвумике, Скайлар Диггинс, Бриттни Грайнер, Челси Грей, Брианна Стюарт и Сеймон Огастус. Однако Делле Донн не смогла принять участие в этом матче, у которой была травмирована лодыжка, в результате этого образовавшееся вакантное место в стартовой пятёрке Востока заняла Алисса Томас. А Грайнер из-за повреждения колена и голеностопного сустава тоже не смогла принять участие в этой встрече, поэтому образовавшиеся вакантные места среди резервистов заняли Ребекка Брансон и Шугар Роджерс.
По результатам голосования рекордный десятый раз на матч всех звёзд получила вызов Сью Бёрд, догнав по количеству включений лидировавшую до этого по этому показателю Тамику Кэтчингс, восьмой раз — Дайана Таурази, седьмой — Сеймон Огастус, шестой — Кэндис Дюпри, пятый — Майя Мур и Тина Чарльз и четвёртый — Кэндис Паркер, Сильвия Фаулз, Ннека Огвумике, Ребекка Брансон, Бриттни Грайнер и Елена Делле Донн.
В данной таблице опубликованы полные составы сборных Запада и Востока предстоящего матча.
| Поз.                                        | Игрок              | Команда             | Выбор             |
| Стартовая пятёрка                           | Стартовая пятёрка  | Стартовая пятёрка   | Стартовая пятёрка |
| ------------------------------------------- | ------------------ | ------------------- | ----------------- |
| З                                           | Сью Бёрд           | Сиэтл Шторм         | 10-й              |
| З                                           | Дайана Таурази     | Финикс Меркури      | 8-й               |
| Ф                                           | Майя Мур           | Миннесота Линкс     | 5-й               |
| Ф                                           | Кэндис Паркер      | Лос-Анджелес Спаркс | 4-й               |
| Ц                                           | Сильвия Фаулз      | Миннесота Линкс     | 4-й               |
| Запасные игроки                             |                    |                     |                   |
| З                                           | Скайлар Диггинс    | Даллас Уингз        | 3-й               |
| З                                           | Челси Грей         | Лос-Анджелес Спаркс | 1-й               |
| З                                           | Сеймон Огастус     | Миннесота Линкс     | 7-й               |
| Ф                                           | Ннека Огвумике     | Лос-Анджелес Спаркс | 4-й               |
| Ф                                           | Ребекка Брансон[b] | Миннесота Линкс     | 4-й               |
| Ц                                           | Брианна Стюарт     | Сиэтл Шторм         | 1-й               |
| Ц                                           | Бриттни Грайнер[a] | Финикс Меркури      | 4-й               |
| Главный тренер: Шерил Рив (Миннесота Линкс) |                    |                     |                   |

| Поз.                                          | Игрок               | Команда           | Выбор             |
| Стартовая пятёрка                             | Стартовая пятёрка   | Стартовая пятёрка | Стартовая пятёрка |
| --------------------------------------------- | ------------------- | ----------------- | ----------------- |
| З                                             | Тиффани Хейз        | Атланта Дрим      | 1-й               |
| З                                             | Жасмин Томас        | Коннектикут Сан   | 1-й               |
| Ф                                             | Елена Делле Донн[a] | Вашингтон Мистикс | 4-й               |
| Ф                                             | Джонквел Джонс      | Коннектикут Сан   | 1-й               |
| Ц                                             | Тина Чарльз         | Нью-Йорк Либерти  | 5-й               |
| Запасные игроки                               |                     |                   |                   |
| З                                             | Лейшия Кларендон    | Атланта Дрим      | 1-й               |
| З                                             | Шугар Роджерс[b]    | Нью-Йорк Либерти  | 1-й               |
| З                                             | Элли Куигли         | Чикаго Скай       | 1-й               |
| Ф                                             | Кэндис Дюпри        | Индиана Фивер     | 6-й               |
| Ф                                             | Алисса Томас[c]     | Коннектикут Сан   | 1-й               |
| Ц                                             | Элизабет Уильямс    | Атланта Дрим      | 1-й               |
| Ц                                             | Стефани Долсон      | Чикаго Скай       | 2-й               |
| Главный тренер: Курт Миллер (Коннектикут Сан) |                     |                   |                   |

- a  Игроки, не принимавшие участие в матче из-за травмы.
- b  Игроки, заменившие в нём травмированных.
- c  Игроки, начавшие игру в стартовой пятёрке, вместо травмированных.

### Ход матча
Первая половина встречи прошла в абсолютно равной борьбе, небольшое преимущество в игре переходило от Востока к Западу и наоборот, которое не превышало шести очков, и если одна из команд выходила вперёд, то другая сразу же догоняла соперника. Только за 3:44 до окончания первой четверти после точного броска со средней дистанции в исполнении Ннеки Огвумике сборной Запада удалось оторваться в счёте на восемь очков (25:17), а через минуту после броска Скайлар Диггинс разрыв в счёте достиг двузначного (29:19). Впрочем тут же команда Востока, усилиями Стефани Долсон, Элли Куигли и Кэндис Дюпри, набрала семь очков подряд и сократила своё отставание в счёте до трёх баллов (28:31). Концовка четверти опять лучше удалась сборной Запада, которая после точного броска Брианны Стюарт ушла на символический перерыв с пятиочковым преимуществом в счёте (35:30). Первая половина второго отрезка игры началась со стремительного рывка сборной Востока, которой постепенно удалось свести на нет достигнутое преимущество команды Запада и за 7:20 до её конца, после точного трёхочкового Джонквел Джонс, выйти вперёд 41:39. Впрочем постепенно сборной Запада удалось восстановить комфортный перевес в шесть очков и после удачного броска с дальней дистанции Сью Бёрд, за 4:26 до конца четверти, повести со счётом 50:44. Это превосходство команде Запада получалось сохранить почти до самого конца четверти и за 1:49 до большого перерыва, после точного броска Огвумике, ещё вести со счётом 62:57. Однако последние две минуты первой половины игры удачнее провела сборная Востока, сперва, после точного двухочкового Лейшии Кларендон, она сократила своё отставание до минимума (61:62), а после взятого Куртом Миллером тайм-аута, усилиями той же Кларендон из-за дуги, и вовсе сравняла счёт (64:64), при котором команды ушли на большой перерыв.
После большого перерыва обстановка на паркете не изменилась, первая половина третьей четверти прошла в абсолютно равной борьбе, большую часть которой с небольшим преимуществом лидировала команда Запада, однако её перевес не превышал трёх очков. Впрочем иногда вперёд выходила и сборная Востока усилиями Тины Чарльз и Элли Куигли, но тут же соперник забивал в ответ и перехватывал лидерство. Но постепенно инициатива в матче перешла на сторону сборной Запада, которая совершила два резких рывка вперёд, во время которых в основном солировали Стюарт и Огвумике. Сперва, за 2:54 до конца третьей четверти, она набрала четыре очка подряд, а затем, за 1:20 до свистка на символический перерыв, отметилась ещё восемью очками сразу, доведя разрыв на табло до двухзначного (91:81). Концовка третьего отрезка встречи ознаменовалась несколькими выпадами команд, в результате которых положение дел на площадке не изменилось (96:85). После официального тайм-аута команда Востока сразу же активизировалась и набрала за двадцать секунд пять очков кряду, тем самым сократив разрыв в счёте до шести очков (90:96), но тут же пропустила в ответ от той же Огвумике и Брансон ещё шесть очков (102:90). В дальнейшем сборной Запада удавалось удерживать команду Востока на почтительном расстоянии практически на протяжении всей четвёртой четверти, а если же Востоку иногда удавалось сократить разницу в счёте меньше десяти очков, то Запад тут же навёрстывал упущенное и восстанавливал статус-кво. А за 2:51 до финального свистка, после двух точных трёхочковых в исполнении Дайаны Таурази и Кэндис Паркер, разрыв в счёте достиг пятнадцати очков (121:106), после чего результат матча стал практически ясен. В течение следующих двух минут команда Запада удерживала пятнадцатиочковый разрыв на табло (130:115), впрочем в самой концовке последнего отрезка встречи немного расслабилась и позволила сборной Востока, усилиями Джонквел Джонс и Тиффани Хейз, сократить своё отставание до более приличного (121:130).
Самым ценным игроком этого матча была признана форвард «Миннесота Линкс» Майя Мур, которая набрала 23 очка, совершила 3 подбора и сделала 3 передачи и выиграла этот титул во второй игре кряду, тем самым повторив достижения Лизы Лесли (2001 и 2002) и Свин Кэш (2009 и 2011). Кроме того лучшими игроками этого матча, предопределившими победу команды Запада, стали Ннека Огвумике, набравшая 22 очка и совершившая 7 подборов, Кэндис Паркер, набравшая 13 очков и 7 подборов, Дайана Таурази, набравшая 12 очков и 5 передач и Ребекка Брансон, набравшая 12 очков и 3 подбора. Лучшими игроками Востока стали Джонквел Джонс, набравшая 24 очка и 9 подборов, Лейшия Кларендон, набравшая 14 очков и 10 передач, Кэндис Дюпри, набравшая 14 очков и 6 подборов, Элли Куигли, забившая 14 очков и Тиффани Хейз, набравшая 12 очков, 5 подборов и 4 передачи.
| 22 июля 2017 года 3:30 pm (ET) | Протокол | Сборная Запада             | 130:121  | Сборная Востока     | Ки-арена, Сиэтл (штат Вашингтон) Зрителей: 15 221 Судьи: Билли Смит № 7 Тиара Крус № 19 Тиффани Бёрд № 25 | ABC (HD) |
| 22 июля 2017 года 3:30 pm (ET) | Протокол | 35:30, 29:34, 32:21, 34:36 |          |                     | Ки-арена, Сиэтл (штат Вашингтон) Зрителей: 15 221 Судьи: Билли Смит № 7 Тиара Крус № 19 Тиффани Бёрд № 25 | ABC (HD) |
| 22 июля 2017 года 3:30 pm (ET) | Протокол | Майя Мур 23                | Очки     | Джонквел Джонс 24   | Ки-арена, Сиэтл (штат Вашингтон) Зрителей: 15 221 Судьи: Билли Смит № 7 Тиара Крус № 19 Тиффани Бёрд № 25 | ABC (HD) |
| 22 июля 2017 года 3:30 pm (ET) | Протокол | Паркер и Огвумике 7        | Подборы  | Джонквел Джонс 9    | Ки-арена, Сиэтл (штат Вашингтон) Зрителей: 15 221 Судьи: Билли Смит № 7 Тиара Крус № 19 Тиффани Бёрд № 25 | ABC (HD) |
| 22 июля 2017 года 3:30 pm (ET) | Протокол | Сью Бёрд 11                | Передачи | Лейшия Кларендон 10 | Ки-арена, Сиэтл (штат Вашингтон) Зрителей: 15 221 Судьи: Билли Смит № 7 Тиара Крус № 19 Тиффани Бёрд № 25 | ABC (HD) |

### Полная статистика матча
В данной таблице показан подробный статистический анализ этого матча.

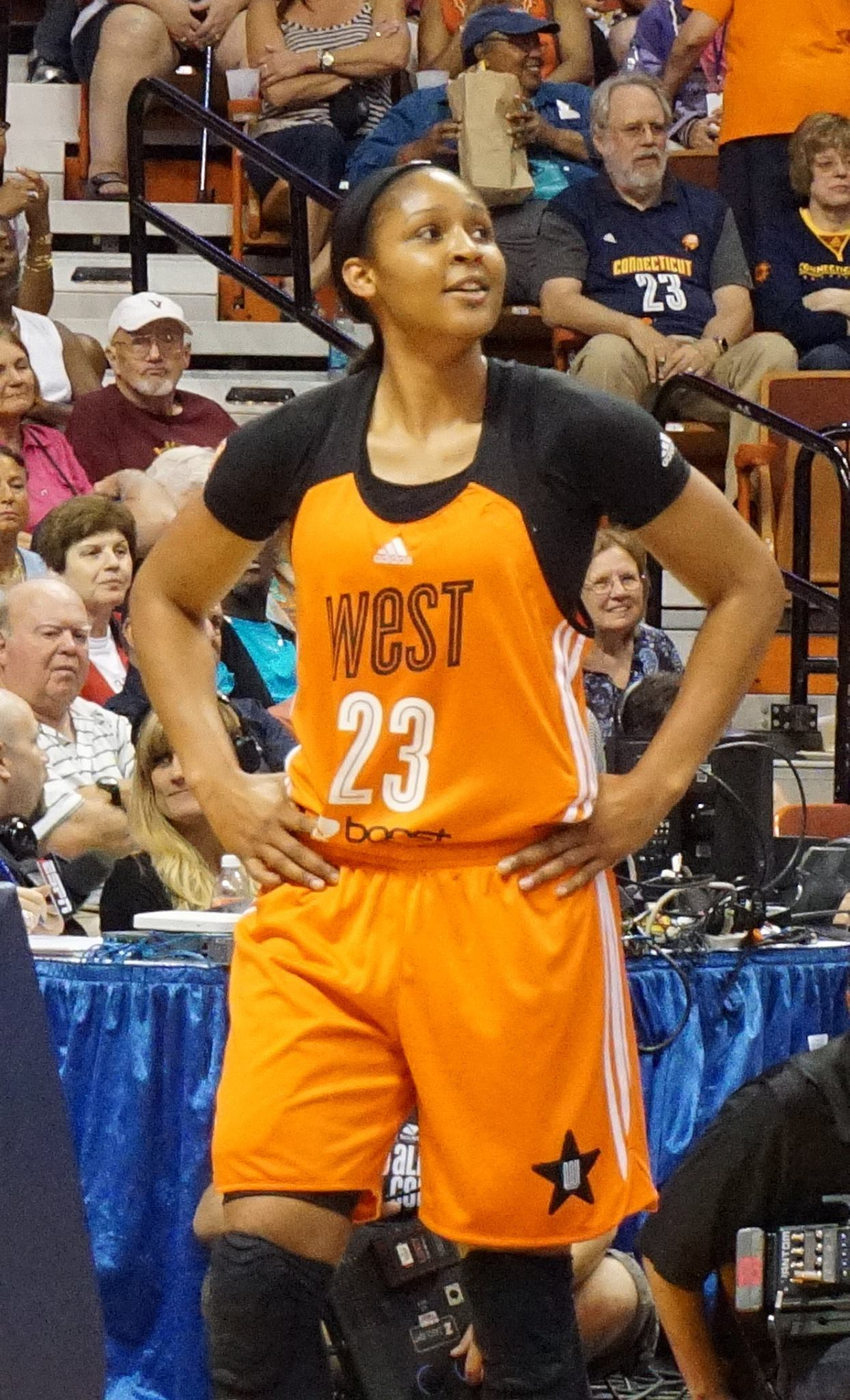
Майя Мур, вторая по очкам и самый ценный игрок матча (23)
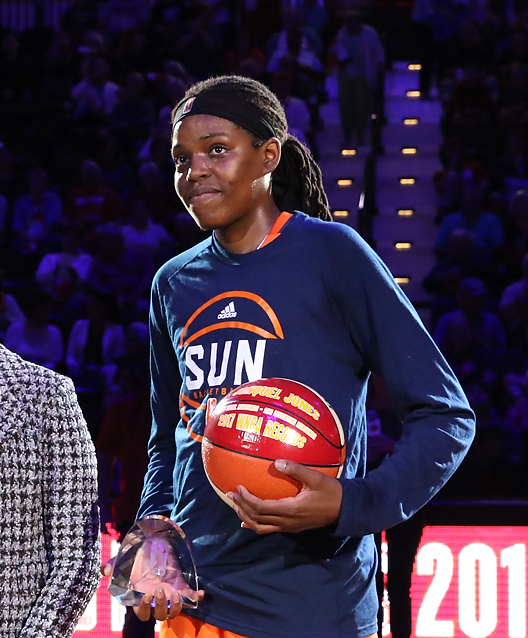
Джонквел Джонс, лучшая по очкам (24) и подборам (9)
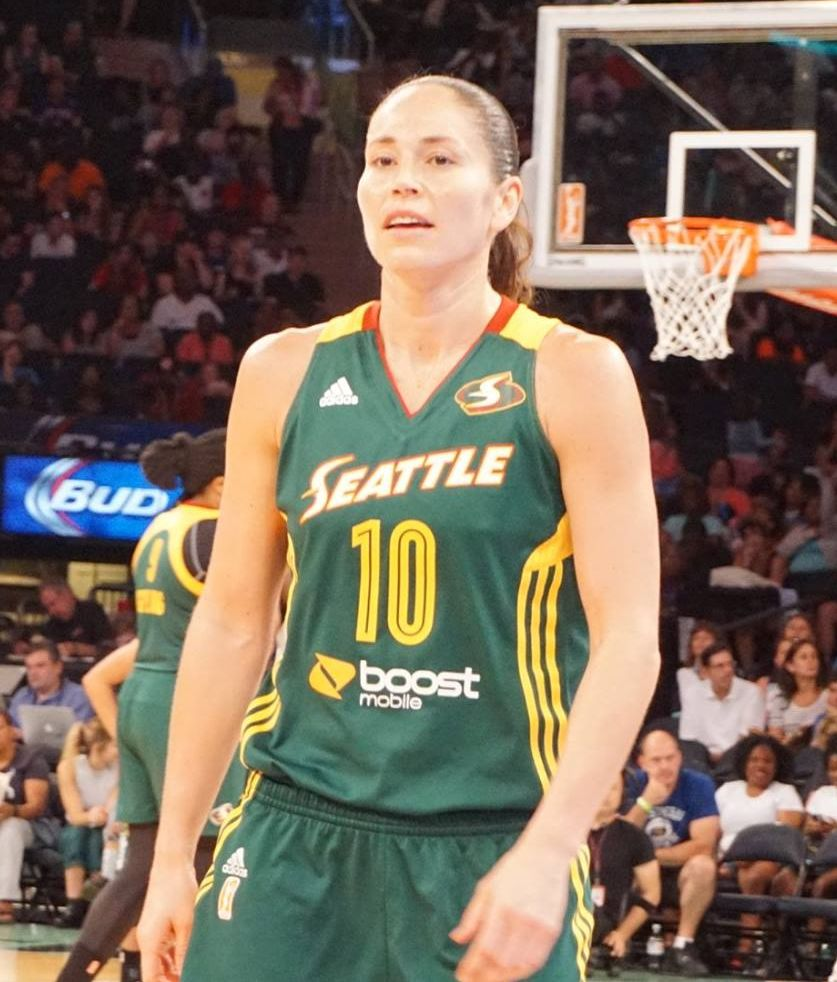
Сью Бёрд, лучший игрок матча по передачам (11)
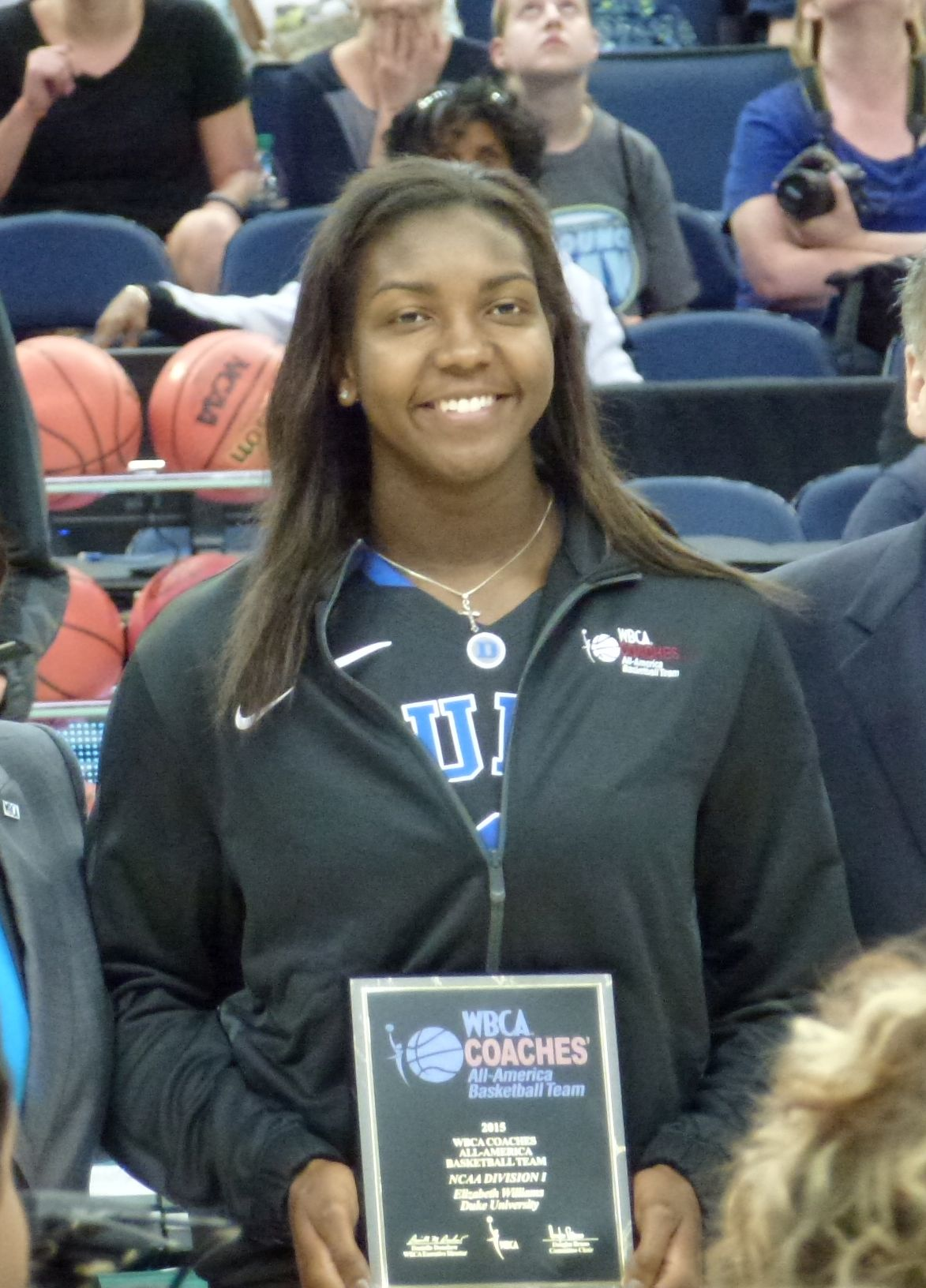
Элизабет Уильямс, лучший игрок матча по перехватам (2)
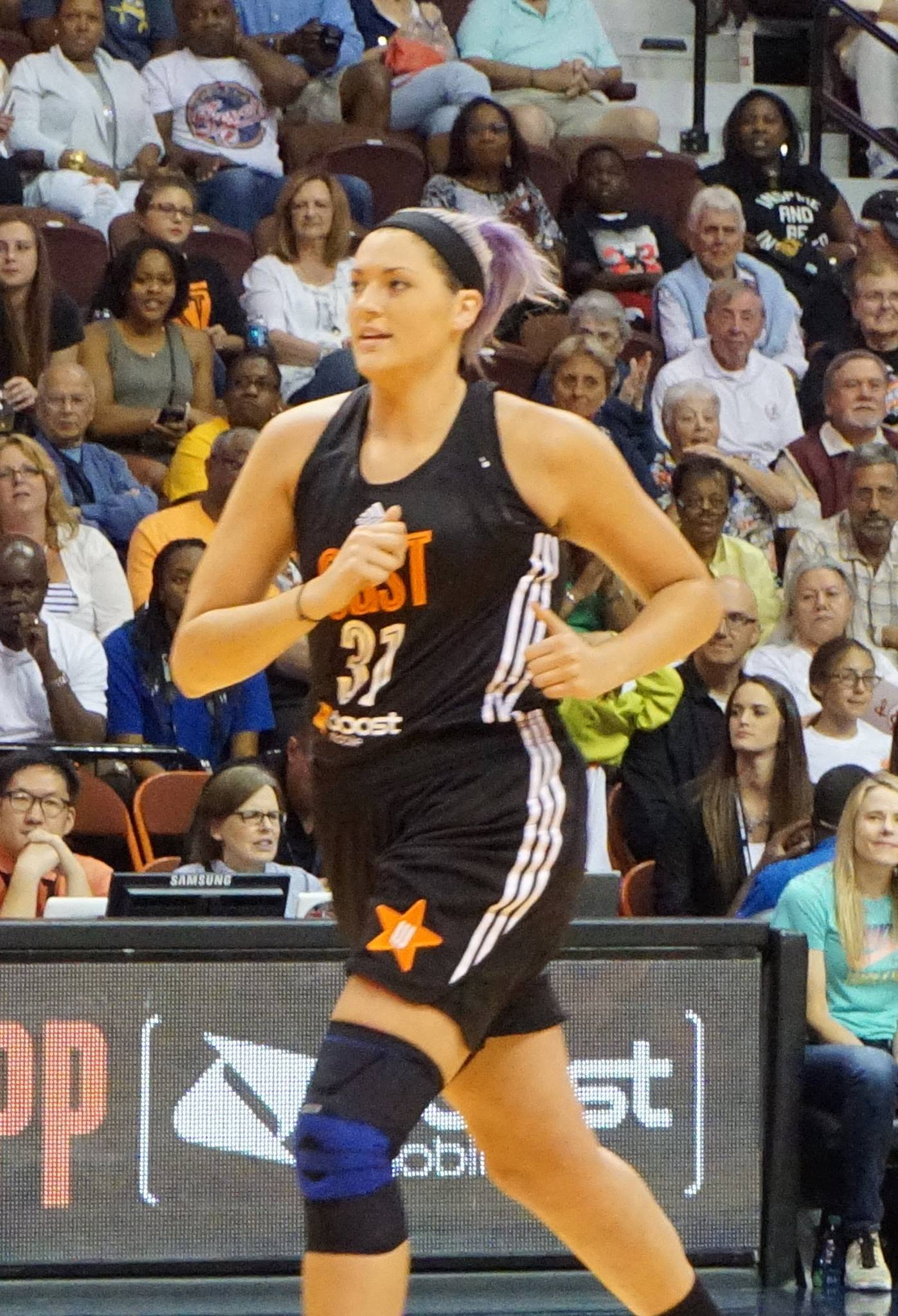
Стефани Долсон, лучший игрок матча по блок-шотам (1)

| Звёзды Западной конференции |                       |        |       |       |     |     |     |     |     |    |    |    |     |    |     |
| Стартовая пятёрка           | Команда               | MIN    | FG    | 3P    | FT  | OFF | DEF | TOT | AST | ST | BS | BA | TOV | PF | PTS |
| Сью Бёрд                    | Сиэтл Шторм           | 21:26  | 3-6   | 2-3   | 0-0 | 1   | 4   | 5   | 11  | 1  | 0  | 0  | 1   | 0  | 8   |
| Дайана Таурази              | Финикс Меркури        | 19:32  | 4-10  | 4-10  | 0-0 | 0   | 2   | 2   | 5   | 0  | 1  | 0  | 2   | 2  | 12  |
| Майя Мур[d]                 | Миннесота Линкс       | 23:16  | 9-17  | 5-10  | 0-0 | 2   | 1   | 3   | 3   | 1  | 1  | 0  | 1   | 2  | 23  |
| Кэндис Паркер               | Лос-Анджелес Спаркс   | 21:26  | 6-9   | 1-4   | 0-2 | 3   | 4   | 7   | 0   | 0  | 0  | 0  | 2   | 1  | 13  |
| Сильвия Фаулз               | Миннесота Линкс       | 14:47  | 4-5   | 0-1   | 0-0 | 0   | 5   | 5   | 0   | 0  | 0  | 0  | 1   | 0  | 8   |
| Запасные игроки             |                       |        |       |       |     |     |     |     |     |    |    |    |     |    |     |
| Скайлар Диггинс             | Даллас Уингз          | 16:44  | 3-8   | 2-5   | 0-0 | 0   | 2   | 2   | 7   | 0  | 0  | 1  | 0   | 1  | 8   |
| Челси Грей                  | Лос-Анджелес Спаркс   | 16:14  | 4-7   | 3-6   | 0-0 | 0   | 3   | 3   | 4   | 0  | 0  | 0  | 1   | 0  | 11  |
| Сеймон Огастус              | Миннесота Линкс       | 14:01  | 2-3   | 0-0   | 0-0 | 0   | 2   | 2   | 1   | 2  | 1  | 0  | 3   | 0  | 4   |
| Ннека Огвумике              | Лос-Анджелес Спаркс   | 21:22  | 11-15 | 0-3   | 0-0 | 1   | 6   | 7   | 1   | 0  | 0  | 0  | 1   | 0  | 22  |
| Ребекка Брансон             | Миннесота Линкс       | 13:09  | 4-8   | 2-4   | 2-2 | 1   | 2   | 3   | 1   | 0  | 0  | 1  | 0   | 0  | 12  |
| Брианна Стюарт              | Сиэтл Шторм           | 18:03  | 4-7   | 0-1   | 1-2 | 3   | 3   | 6   | 6   | 0  | 0  | 0  | 0   | 1  | 9   |
| Всего                       |                       | 200:00 | 54-95 | 19-47 | 3-6 | 11  | 34  | 45  | 39  | 4  | 3  | 2  | 12  | 7  | 130 |
| Главный тренер              | Шерил Рив (Миннесота) |        |       |       |     |     |     |     |     |    |    |    |     |    |     |

| Звёзды Восточной конференции |                           |        |        |       |     |     |     |     |     |    |    |    |     |    |     |
| Стартовая пятёрка            | Команда                   | MIN    | FG     | 3P    | FT  | OFF | DEF | TOT | AST | ST | BS | BA | TOV | PF | PTS |
| Тиффани Хейз                 | Атланта Дрим              | 22:18  | 6-15   | 0-3   | 0-0 | 3   | 2   | 5   | 4   | 1  | 0  | 1  | 2   | 1  | 12  |
| Жасмин Томас                 | Коннектикут Сан           | 22:18  | 3-9    | 2-7   | 0-0 | 1   | 1   | 2   | 8   | 1  | 0  | 0  | 2   | 1  | 8   |
| Алисса Томас                 | Коннектикут Сан           | 14:47  | 2-2    | 0-0   | 0-0 | 0   | 1   | 1   | 1   | 0  | 0  | 0  | 1   | 0  | 4   |
| Джонквел Джонс               | Коннектикут Сан           | 20:56  | 10-15  | 3-8   | 1-2 | 2   | 7   | 9   | 0   | 1  | 0  | 0  | 0   | 1  | 24  |
| Тина Чарльз                  | Нью-Йорк Либерти          | 14:16  | 3-7    | 2-4   | 0-0 | 0   | 2   | 2   | 2   | 0  | 0  | 1  | 0   | 0  | 8   |
| Запасные игроки              |                           |        |        |       |     |     |     |     |     |    |    |    |     |    |     |
| Лейшия Кларендон             | Атланта Дрим              | 17:42  | 6-10   | 2-4   | 0-0 | 1   | 1   | 2   | 10  | 1  | 0  | 0  | 2   | 1  | 14  |
| Шугар Роджерс                | Нью-Йорк Либерти          | 18:40  | 4-11   | 2-8   | 0-0 | 0   | 3   | 3   | 0   | 0  | 0  | 0  | 0   | 0  | 10  |
| Элли Куигли                  | Чикаго Скай               | 19:04  | 5-11   | 4-9   | 0-0 | 0   | 2   | 2   | 1   | 0  | 0  | 0  | 0   | 0  | 14  |
| Кэндис Дюпри                 | Индиана Фивер             | 20:55  | 7-12   | 0-0   | 0-0 | 3   | 3   | 6   | 2   | 2  | 0  | 0  | 1   | 0  | 14  |
| Элизабет Уильямс             | Атланта Дрим              | 14:14  | 3-6    | 0-1   | 2-4 | 2   | 5   | 7   | 0   | 2  | 1  | 1  | 0   | 1  | 8   |
| Стефани Долсон               | Чикаго Скай               | 14:50  | 2-5    | 1-2   | 0-0 | 1   | 3   | 4   | 1   | 0  | 1  | 0  | 0   | 1  | 5   |
| Всего                        |                           | 200:00 | 51-103 | 16-46 | 3-6 | 13  | 30  | 43  | 29  | 8  | 2  | 3  | 8   | 6  | 121 |
| Главный тренер               | Курт Миллер (Коннектикут) |        |        |       |     |     |     |     |     |    |    |    |     |    |     |

- d  Жирным курсивным шрифтом выделена статистика самого ценного игрока матча.

## Другие события

### Конкурс трёхочковых бросков
В ежегодном соревновании по трёхочковым броскам (англ. WNBA 3-Point Shootout Challenge) принимали участие пять игроков. В этом году в нём участвовали: первые номера драфта ВНБА 2002 и 2011 годов Сью Бёрд и Майя Мур, а также три дебютанта матча всех звёзд Элли Куигли, Шугар Роджерс и Жасмин Томас. По правилам этого конкурса претендент должен реализовать столько трёхочковых попыток насколько возможно из пяти различных позиций в течение одной минуты. Каждый игрок начинает кидать из одного угла площадки, постепенно перемещаясь от «точки» к «точке» по трёхочковой дуге, пока не достигнет противоположного края паркета. На каждой «точке» игроку предоставляется четыре мяча, каждое попадание оценивается в одно очко, плюс есть специальный «призовой мяч», достоинством в 2 балла. Конкурс прошёл в субботу, 22 июля 2017 года, в 4:30 дня по Североамериканскому восточному времени (ET), во время большого перерыва матча всех звёзд.

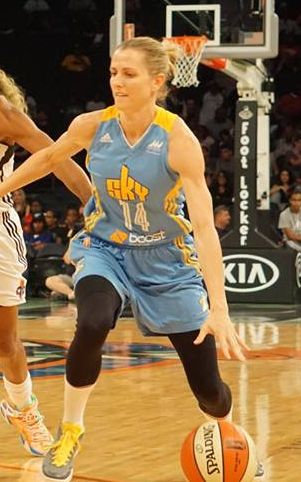
Элли Куигли стала победителем конкурса

В первом раунде победила Шугар Роджерс, набрав 22 очка из 30 возможных. Кроме неё во второй раунд также прошла Элли Куигли, а Майя Мур, Жасмин Томас и Сью Бёрд выступили намного хуже своих соперниц по первому этапу и не прошли в финальный раунд. В финале уже лучшей стала Куигли, набрав 27 очков, на семь больше, чем в первом раунде, и тем самым побив на два балла рекорд конкурса, который в 2007 году установила Лори Кейн из «Вашингтон Мистикс». Роджерс же выступила хуже, чем на первом этапе, набрав всего 19 очков.
| Поз. | Игрок         | Команда          | Рост, см | Вес, кг | Попадания | Попытки | Процент | 1-й раунд | 2-й раунд |
| ---- | ------------- | ---------------- | -------- | ------- | --------- | ------- | ------- | --------- | --------- |
| З    | Элли Куигли   | Чикаго Скай      | 178      | 64      | 47        | 106     | 44,3    | 20        | 27        |
| З    | Шугар Роджерс | Нью-Йорк Либерти | 175      | 73      | 39        | 109     | 35,8    | 22        | 19        |
| Ф    | Майя Мур      | Миннесота Линкс  | 183      | 80      | 33        | 82      | 40,2    | 11        | DNQ       |
| З    | Жасмин Томас  | Коннектикут Сан  | 175      | 66      | 38        | 83      | 45,8    | 10        | DNQ       |
| З    | Сью Бёрд      | Сиэтл Шторм      | 175      | 68      | 36        | 84      | 42,9    | 7         | DNQ       |